# Arados (Samora Correia)
Arados é um lugar rural da freguesia de Samora Correia, Município de Benavente, Portugal.

## Localização
Apesar de estar situado numa região muito industrializada, faz fronteira com as matas da Companhia das Lezírias estando a 5 km de Porto Alto e Samora Correia.

## Actividades
O sector predominante nos Arados é o primário e secundário. É uma região com grandes terrenos agrícolas. É neste lugar que se situa a fabrica de João de Deus & Filhos, S.A, um dos maiores empregadores do distrito, totalizando um total de 502 empregados.

## Edifícios públicos
- Igreja dos Arados
- Ring de Futsal
- Parque Infantil